# تلسکوپ فضایی نانسی گریس رومن
تلسکوپ فضایی نانسی گریس رومن (انگلیسی: Nancy Grace Roman Space Telescope) که به اختصار NGRST، رومن و تلسکوپ فضایی رومن نیز نامیده می‌شود یک تلسکوپ فضایی فروسرخ متعلق به ناسا است که در سال ۲۰۱۰ توسط کمیته نقشه‌برداری دهه‌ای وابسته به شورای پژوهش ملی ایالات متحده آمریکا به عنوان اولویت اصلی در اخترشناسی در دهه آینده پیشنهاد شد. در ۱۷ فوریه ۲۰۱۶ به عنوان یک مأموریت توسط ناسا طراحی شد و پیش‌بینی می‌شود در سال ۲۰۲۷ به فضا پرتاب شود.
این تلسکوپ قبلاً تلسکوپ نقشه‌برداری میدان باز فروسرخ (Wide Field Infrared Survey Telescope) نام داشت که به اختصار WFIRST نامیده می‌شد. در ۲۰ مه ۲۰۲۰ جیم برایدنستاین مدیر ناسا اعلام کرد که این پروژه به نام نانسی رومن، اخترشناس سرشناس آمریکایی و یکی از اولین مدیران زن ناسا نام‌گذاری خواهد شد.